# Frederick Gibberd
Frederick Gibberd (Coventry, 7 gennaio 1908 – 9 gennaio 1984) è stato un architetto e urbanista britannico.
Viene considerato uno dei più autorevoli architetti britannici del Novecento, sia per la rilevanza delle sue opere sia per la costanza della sua produzione.

## Biografia
Gibberd fu il primo di cinque figli di una famiglia di sarti.
Il suo percorso di formazione scolastica incominciò nella sua città natale alla King Henry VIII School e proseguì alla Birmingham School of Art, dove ricevette lezioni dal professore William Bidlake.

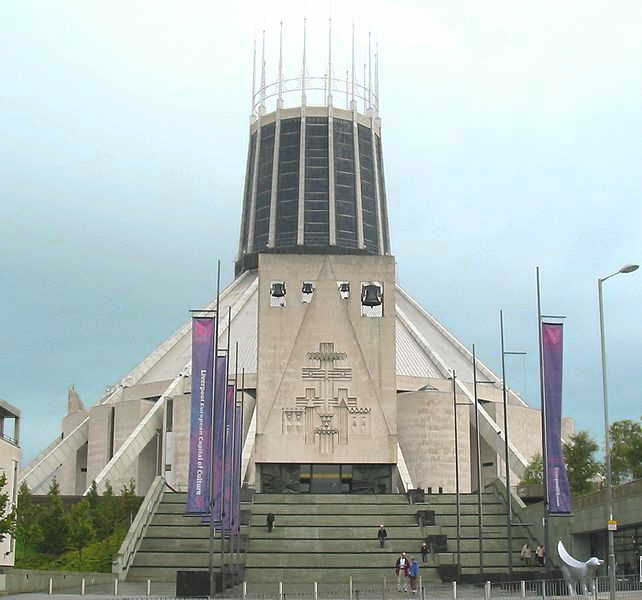
Liverpool Metropolitan Cathedral

Il suo stile architettonico fu influenzato da quello di Le Corbusier e di Mies van der Rohe.
Tra i suoi lavori più significativi si può annoverare la progettazione della città satellite di Harlow, costruita interamente da zero e localizzata ad una quarantina di chilometri da Londra.
La città è costituita da quattro circoscrizioni collocate attorno ad un centro civico, che include il tribunale, il museo, la biblioteca, gli edifici scolastici e amministrativi.
Tra le altre opere realizzate da Gibberd si ricordano le scuole secondarie di Kiddermister, di Upton-upon-Severn, la scuola superiore di Henley-in-Arden, il politecnico di Bath, il centro nucleare di Hinkley Point, l'aeroporto di Londra, il centro civico di St Albans e l'ospedale Ulster di Belfast.
In tutti questi lavori Gibberd evidenziò una notevole aderenza con i principi dell'architettura razionalista, pur reinterpretandoli con una certa libertà e originalità, a seconda dei singoli casi progettuali e delle necessità ambientali; nei suoi lavori ha cercato di introdurre e sviluppare una innovativa forma urbana della città.
Fu membro del gruppo Mars (Modern Architectural Research Group), del Town Planning Institute, del RIBA (Royal Institute of British Architects), del quale è stato vicepresidente nel biennio 1950-1951.
Pubblicò numerosi libri, tra i quali i celeberrimi The Modern Flat, scritto in collaborazione con F. Yorke, Harlow: The story of a New Town, scritto assieme a Len White e Ben Hyde Harvey, Town Design (1953) e soprattutto The architecture of England from Norman times to the present day (1938), la sua più importante opera teorica.

## Elenco delle principali opere
- 1933-1936, Pullman Court, Streatham, Londra
- 1936, Park Court Archiviato il 19 ottobre 2015 in Internet Archive., Sydenham, Londra
- 1937, Ellington Court, Southgate, Londra
- 1937-1939, Macclesfield Nurses Home, Cheshire, Inghilterra
- 1945-1949, Somerford Estate, Hackney, Londra
- 1946-1963, Nuneaton Town Centre, Warwickshire, Inghilterra
- 1949-1951, Chrisp Street Market, Poplar, Londra
- 1950 Orchard Croft Housing Estate & The Stow (centro commerciale), Harlow, Essex, Inghilterra
- 1950-1969, Terminal Buildings, Heathrow Aeroporto, vicino a Londra
- 1951, The Lawn, Harlow, Essex, Inghilterra
- 1952, Market Square, Harlow, Essex, Inghilterra
- 1953-1961, Ulster Hospital, Belfast
- 1956, Bath Technical College, Somerset, Inghilterra
- 1956-1968, Civic Centre, Saint Albans, Hertfordshire, Inghilterra
- 1958, The Beckers, Rectory Road, Hackney, Londra
- 1959-1969, Civic Centre, Doncaster, Yorkshire, Inghilterra
- 1962, College of Technology, Kingston-Upon-Hull, Inghilterra
- 1959-1968, Fulwell Cross Library, Ilford
- 1960-1966, Martineau Galleries, Birmingham, Inghilterra
- 1960-1967, Roman Catholic Cathedral, Liverpool
- 1961, Morley Grove Flats, Harlow, Essex, Inghilterra
- 1962-1966, Douai Abbey, Berkshire, Inghilterra
- 1964, Saint George's Chapel, Heathrow Aeroporto, vicino a Londra
- 1964, Water Gardens, Harlow, Essex, Inghilterra
- 1965, Chapel, De La Salle College, Middleton, Lancashire, Inghilterra
- 1964-1968, Didcot Power Station, Oxfordshire, Inghilterra
- 1965-1974, Edmonton Green Shopping Centre, Edmonton, Londra
- 1966-1975, Arundel Great Court, The Strand
- 1968-1975, Inter-Continental Hotel, Hyde Park Corner; Londra
- 1969, Coutts Bank Headquarters, Londra
- 1970-1977, London Central Mosque, Londra
- 1972, Royal Spa Centre, Leamington Spa
- 1980, The Harvey Centre, Harlow, Essex, Inghilterra